# Place Monge
La place Monge est une voie située dans le 5e arrondissement de Paris. 

## Situation et accès
La place Monge est située entre la rue Gracieuse et la rue Monge dans le quartier du Jardin-des-Plantes.
Elle est desservie à proximité par la ligne 7 à la station Place Monge.

## Origine du nom
Elle tient son nom de sa proximité avec la rue Monge et du mathématicien Gaspard Monge.

## Historique
Cette place de Paris est ouverte en 1859 en absorbant l'ancienne rue Triperet. 

## Bâtiments remarquables et lieux de mémoire
- La caserne Monge de la Garde républicaine.
- Une statue de Louis Blanc, journaliste et historien français, par Léon-Alexandre Delhomme, occupait la place. Elle a été fondue en 1942, dans le cadre de la mobilisation des métaux non ferreux[2].
- L'écrivain Claude Simon, prix Nobel de littérature, habitait au no 3 de 1965 à sa mort en 2005[3].
- Le peintre et poète Charles André Wolf habita au no 4 de la place de 1945 à 1968.
- L'illustrateur Hugo d'Alesi avait son atelier au numéro 4[4].
- Une des trois marchés du 5e arrondissement se tient sur cette place tous les mercredis, vendredis et dimanches[5].
- La pharmacie Monge[6] attire des touristes asiatiques, au point qu'elle est devenue une attraction touristique[7].

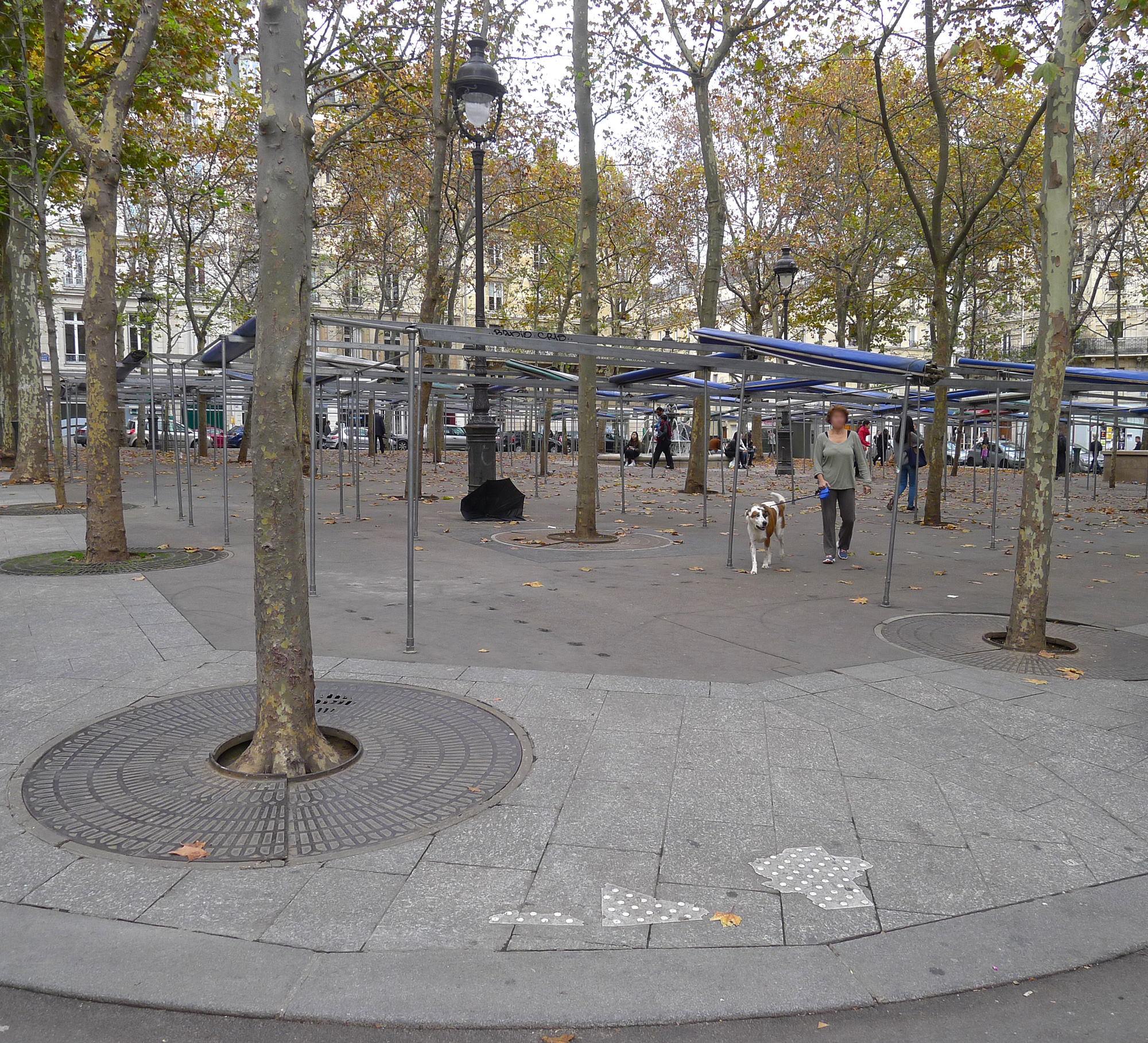
Place préparée pour le marché.
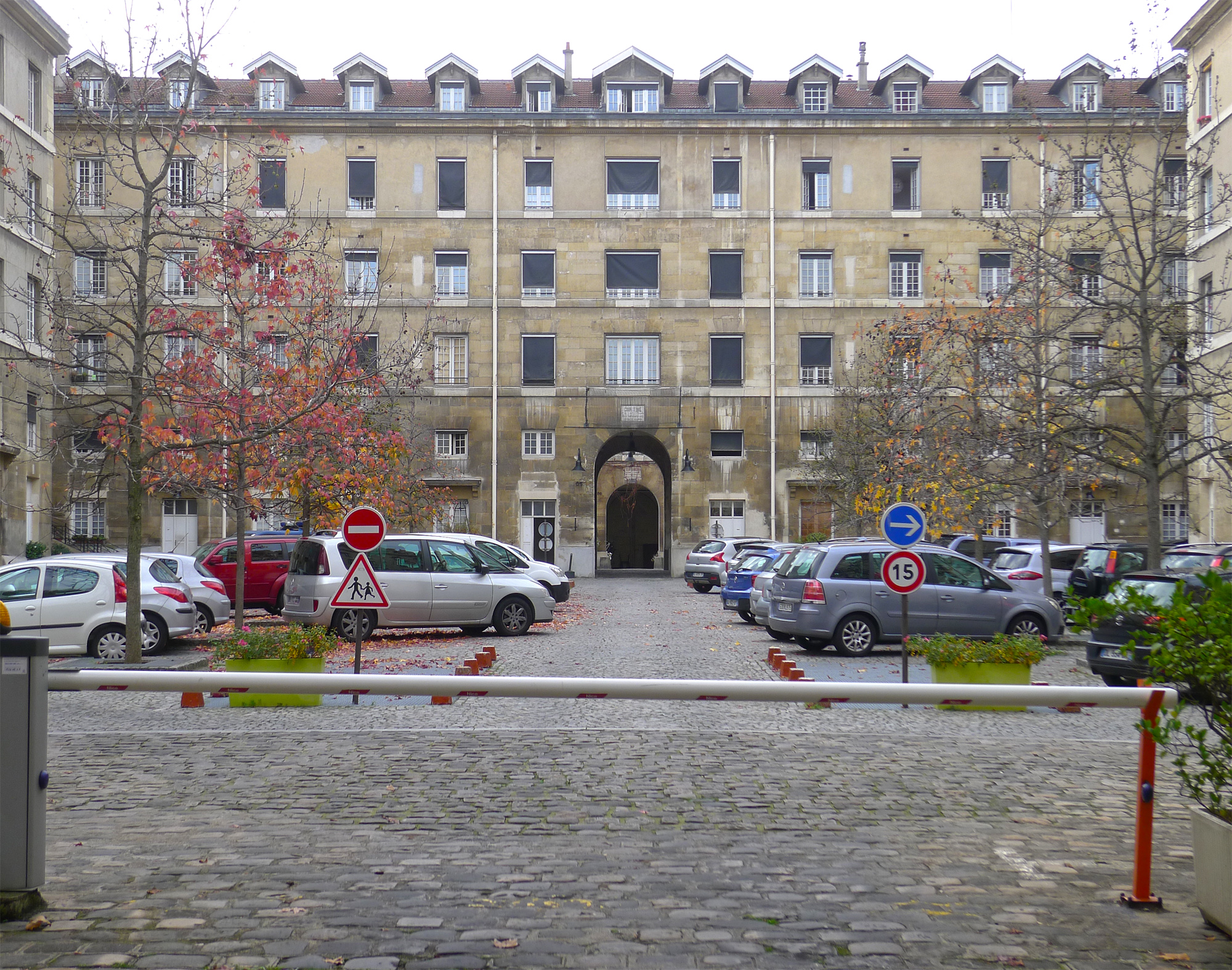
Caserne de la garde républicaine.

### La place dans les arts
Le roman Place Monge de Jean-Yves Laurichesse se déroule en partie sur la place, de même que le roman Métro Place Monge de Laure Malaprade.
Certaines scènes de La Double Vie de Véronique, de Kieslowski, ont été filmées place Monge.